# Рыжевский сельсовет
Рыжевский сельсовет — упразднённая административно-территориальная единица, существовавшая на территории Московской губернии и Московской области в 1925—1959 годах.
Рыжевский сельсовет был образован в 1925 году в составе Егорьевской волости Егорьевского уезда Московской губернии путём объединения Костылевского и Некрасовского с/с.
16 ноября 1926 года из Рыжевского с/с были выделены Забелинский и Костылевский с/с.
По данным 1926 года в состав сельсовета входили село Рыжево, деревни Забелино, Костылёво, Курбатиха, Некрасово, Орлы и Таняевская.
В 1929 году Рыжевский с/с был отнесён к Егорьевскому району Орехово-Зуевского округа Московской области. При этом к нему был присоединён Костылевский с/с.
14 июня 1954 года к Рыжевскому с/с был присоединён Гридино-Шувойский сельсовет.
25 сентября 1958 года из Рыжевского с/с в административное подчинение рабочему посёлку Красный Ткач было передано селение Гридино-Шувое.
27 июня 1959 года Рыжевский с/с был упразднён. При этом его территория (селения Костылёво, Курбатиха, Некрасово, Орлы и Рыжево)
была передана административное подчинение рабочему посёлку Красный Ткач.